# Hardcore!
Hardcore! (Hardcore Henry) è un film del 2015 scritto e diretto da Il'ja Najšuller, al suo esordio cinematografico.
La pellicola, girata completamente in soggettiva, prende spunto dai videoclip The Stampede (2011) e Bad Motherfucker (2013) del gruppo musicale Biting Elbows, diretti dallo stesso Naishuller, frontman della band.

## Trama
Un uomo di nome Henry si risveglia senza memoria in un laboratorio, privo di una gamba, di un braccio e della voce in seguito ad un misterioso incidente. Una scienziata, Estelle, gli si presenta come sua moglie e gli fornisce delle avanzate protesi cibernetiche per rimpiazzare gli arti perduti. In cerca di Henry, dei mercenari, guidati dal sadico telecineta Akan, fanno irruzione nella base e ne uccidono il personale; l'uomo fugge con Estelle, lanciandosi con una capsula, ma la donna viene catturata da Akan e dai suoi uomini.
Henry viene salvato dall'eccentrico Jimmy, che lo informa che le sue parti robotiche si stanno spegnendo, e che morirà se non trova presto una fonte di energia; Jimmy viene ucciso dagli sgherri di Akan, ma Henry lo rincontra presto illeso (e travestito da senzatetto). Jimmy, prima di venire nuovamente ucciso, lo indirizza da Slick Dmitrij, un uomo di Akan nel cui cuore vi è una pila che Henry potrà usare per "ricaricarsi". Henry lo scova e, dopo che questo viene ucciso da un cecchino di Akan poiché aveva cercato di tradirlo, gli estrae la pila.
In seguito Henry riceve una chiamata da Jimmy, che lo indirizza verso un bordello. Lì trova altri due Jimmy, un'esuberante cocainomane e un timido geek, che gli inseriscono la pila nel cuore. Il postribolo viene attaccato ed Henry si trova a combattere contro Akan, che lo sconfigge facilmente grazie ai suoi poteri, lasciandolo in vita. Henry viene raggiunto da Jimmy, questa volta un motociclista hippie, e - insieme a due dominatrici - attaccano il convoglio di Akan che sta trasportando Estelle. I due riescono nell'intento, ma, prima che possano liberarla, Akan sopraggiunge e picchia Henry fino all'incoscienza.
Rimessosi in sesto, Henry riceve un messaggio in cui Jimmy lo invita in un palazzo fatiscente, dentro al quale si cela la sua base. Lì, Jimmy si rivela essere uno scienziato tetraplegico; tempo prima aveva lavorato con Akan per costruire un esercito di cyborg a partire da alcuni cadaveri, ma quest'ultimo gli aveva spezzato la schiena. In cerca di vendetta, Jimmy ha creato dei propri cloni con cui interagire con il mondo esterno. Dopo aver scoperto che Henry sta trasmettendo tutto ciò che vede ad Akan, Jimmy tenta di ucciderlo, ma viene convinto della sua buona fede. Henry e Jimmy, ora un pomposo ufficiale della seconda guerra mondiale che porta l'originale in sedia a rotelle, si liberano dei mercenari e si dirigono quindi verso il quartier generale di Akan, un grattacielo.
Mentre combattono per raggiungere l'ultimo piano, il vero Jimmy viene ferito mortalmente e, in punto di morte, ripristina la memoria di Henry come ringraziamento. Giunto all'ufficio di Akan, Henry scopre che quest'ultimo ha costruito davvero un esercito di supersoldati cyborg, in cui ha inserito la sua memoria: in questo modo, credendo di salvare la loro Estelle, faranno ciò che Akan ordina, aiutandolo nei suoi piani di conquista del mondo. L'esercito di cyborg viene attivato ed Henry, potenziato dalla pila "superiore" sottratta ad uno di questi, li affronta.
Dopo averli uccisi tutti, Henry attacca Akan, nuovamente senza successo. Mentre è alla mercé dei suoi poteri, quest'ultimo gli rivela che Estelle in realtà è sua moglie e che i due avevano cospirato assieme tutto il tempo per condurlo nel suo quartier generale, dove avrebbero condotto degli esperimenti su di lui. Henry riprende la volontà di lottare, decapitando Akan. Raggiunto l'elicottero su cui Estelle stava fuggendo, lei gli spara, venendo colpita a sua volta dal rimbalzo dei proiettili e vacillando: sul punto di cadere dal mezzo, Estelle implora Henry di salvarla ma, per tutta risposta, lui le chiude il portellone sulle dita, facendola precipitare. Durante i titoli di coda, un messaggio pre-registrato di Jimmy avverte Henry che c'è ancora "qualcosa che deve fare".

## Produzione
Nel 2013 Timur Bekmambetov ha contattato Il'ja Najšuller dopo aver visto il video musicale del brano Bad Motherfucker dei Biting Elbows, che Najšuller aveva girato interamente in soggettiva. Inizialmente, quest'ultimo ha rifiutato l'offerta di trarne un lungometraggio, ritenendola "una trovata troppo esile" per un film di 90 minuti: Bekmambetov l'ha convinto dicendogli che era solo questione di tempo prima che qualcun altro realizzasse un film d'azione in soggettiva.
Il progetto è stato finanziato in parte tramite crowdfunding attraverso il sito Indiegogo.

### Riprese

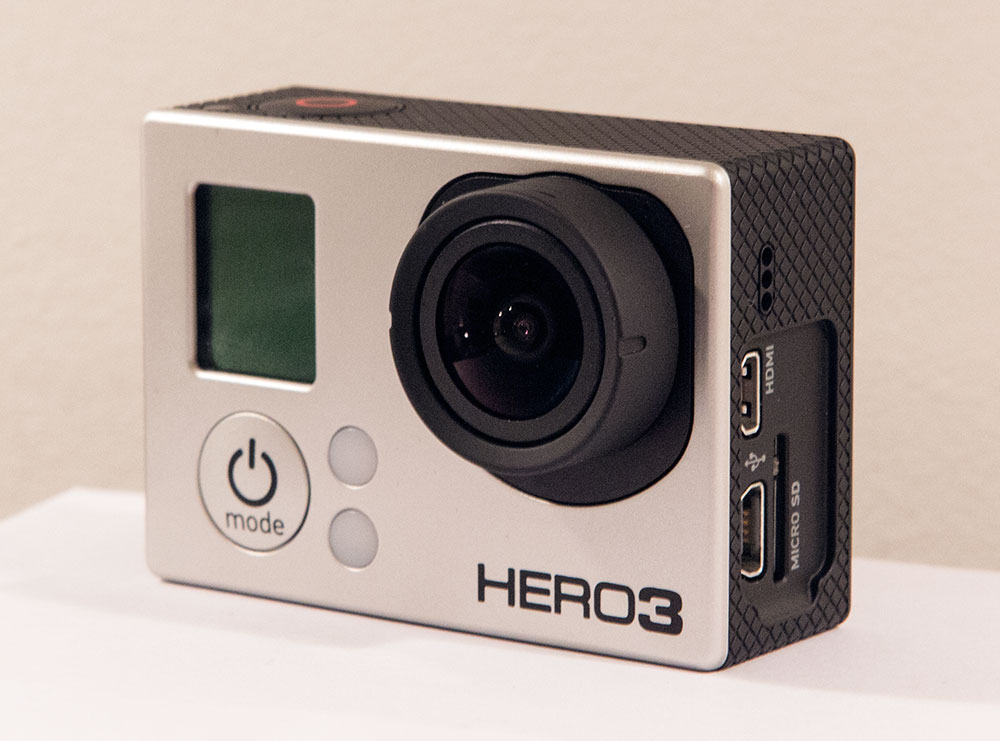
Una GoPro Hero 3, simile a quelle con cui è stato girato il film.

Il film è stato girato interamente con videocamere GoPro (di cui una ventina sono andate distrutte durante le riprese), montate su di una impalcatura attorno alla testa progettata dall'operatore di macchina di sport estremi Sergej Valjev e stabilizzata con dei magneti per meglio riflettere i movimenti naturali della testa.
Il ruolo dell'eponimo protagonista era inizialmente ricoperto da Valjev, a cui è subentrato Andrej Dement'ev, che interpretava già Slick Dmitrij, quando l'altro ha sviluppato un'ernia del disco a causa del peso dell'impalcatura; in seguito, anche Dement'ev ha cominciato ad accusare dei dolori al collo. In tutto, Henry è stato interpretato da più di dieci persone, tra controfigure, operatori di macchina e lo stesso Najšuller, che ha prestato le sue fattezze per l'inquadratura in cui il volto di Henry è visibile in un riflesso.

### Post-produzione
A causa delle ristrettezze del budget, per gli effetti visivi del film è stato utilizzato il software open source Blender.

## Promozione
Il primo trailer italiano è stato diffuso il 1º marzo 2016.

## Distribuzione
Il film è stato presentato in anteprima il 12 settembre 2015 al Toronto International Film Festival come Hardcore. Il 18 settembre, STX Entertainment si è aggiudicata i diritti di distribuzione del film, battendo Lionsgate e Universal Pictures, per la cifra di 10 milioni di dollari, reintitolandolo Hardcore Henry.
Il film è stato distribuito nelle sale cinematografiche statunitensi a partire dall'8 aprile 2016, mentre nelle sale italiane dal 13 aprile dello stesso anno.

## Accoglienza

### Incassi
Hardcore! ha incassato 16,9 milioni di dollari a livello globale, recuperando il proprio budget di 2 milioni. Tuttavia, è stato considerato un flop a causa dei costi elevati impiegati dalla STX per acquisirne i diritti di distribuzione. Negli Stati Uniti, in particolare, il film ha esordito al di sotto delle aspettative, arrivando quinto al termine del suo weekend d'esordio. Due settimane dopo, continuata la parabola discendente, è stato ritirato da 2496 sale, registrando il più grande calo di sempre in un terzo weekend di programmazione dopo Piacere Dave (ritirato da 2523 sale nel 2008).

### Critica
Sull'aggregatore online Rotten Tomatoes, il film ha ricevuto il 52% di recensioni professionali positive su un totale di 147, con un voto medio del 5,6 su 10, descrivendolo così: «Hardcore! sembra aspirare a reinventare il cinema d'azione, ma senza una storia memorabile o dei personaggi da prendere a cuore, l'espediente della soggettiva perde rapidamente il proprio fascino». Su Metacritic, il film ha ottenuto un punteggio di 51 su 100, basato su 30 critiche. Il sondaggio di CinemaScore attribuisce al film un voto pari a "C+" in una scala da "A+" a "F".
In patria il film è stato accolto in modo migliore. Sull'aggregatore russo Kritikanstvo, la pellicola ha ottenuto un punteggio di 7,8 su 10, basato sulle recensioni di 38 critici, di cui solo una negativa.

## Riconoscimenti
- 2015 - Toronto International Film Festival[24]
  - Premio del pubblico (sezione Midnight Madness)
- 2016 - IGN Summer Movie Awards
  - Candidatura per il miglior film d'azione